# Chiaramonti
Chiaramonti (sardisk: Tzaramònte, Ciaramònti, Chjaramònti) er en by og en kommune (comune) i provinsen Sassari i regionen Sardinien i Italien. Byen ligger i 430 meters højde og har 1.639 indbyggere (2016). Kommunen har et areal på 98,61 km² og grænser til kommunerne Ardara, Erula, Martis, Nulvi, Ozieri, Perfugas og Ploaghe.